# 4-ヒドロキシ-2-オキソペンタン酸
4-ヒドロキシ-2-オキソペンタン酸（英語: 4-hydroxy-2-oxopentanoaic acid）は、化学式が C5H8O4 の有機化合物である。4-オキサロクロトン酸デカルボキシラーゼによる脱炭酸で4-オキサロクロトン酸から生成し、4-ヒドロキシ-2-オキソ吉草酸アルドラーゼによりアセトアルデヒドとピルビン酸に分解され、2-オキソ-4-ペンテン酸ヒドラターゼにより可逆的に脱水され2-オキソ-4-ペンテン酸となる。